# Guardiolo rosso riserva
Il Guardiolo rosso riserva è un vino DOC la cui produzione è consentita nella provincia di Benevento.

## Caratteristiche organolettiche
- colore: rubino più o meno intenso tendente al granato.
- odore: vinoso, con sfumatura di fruttato, etereo.
- sapore: secco, giustamente tannico, armonico, vellutato.

## Produzione
Provincia, stagione, volume in ettolitri
- nessun dato disponibile